# Малая Ташла
Ма́лая Ташла́ — река в России, протекает по Шпаковскому и Изобильненскому районам Ставропольского края. Левый приток Ташлы (бассейн Егорлыка). Длина реки — 16 км. Площадь водосборного бассейна — 115 км².
Исток реки — родники в балке Орлова. Высота истока — 380 м над уровнем моря.
Река имеет несколько притоков, берущих начало в основном в родниках Московского леса. На реке обустроено 7 прудов.
Устье находится на северной окраине села Московского. Высота устья — 166,9 м над уровнем моря.